# Chesnois-Auboncourt
Chesnois-Auboncourt es una comuna francesa situada en el departamento de Ardenas, en la región de Gran Este.

## Demografía
| 175 | 163 | 138 | 135 | 153 | 166 | 164 |
| Para los censos de 1962 a 1999 la población legal corresponde a la población sin duplicidades (Fuente: INSEE [Consultar]) |     |     |     |     |     |     |